# Siedenburg

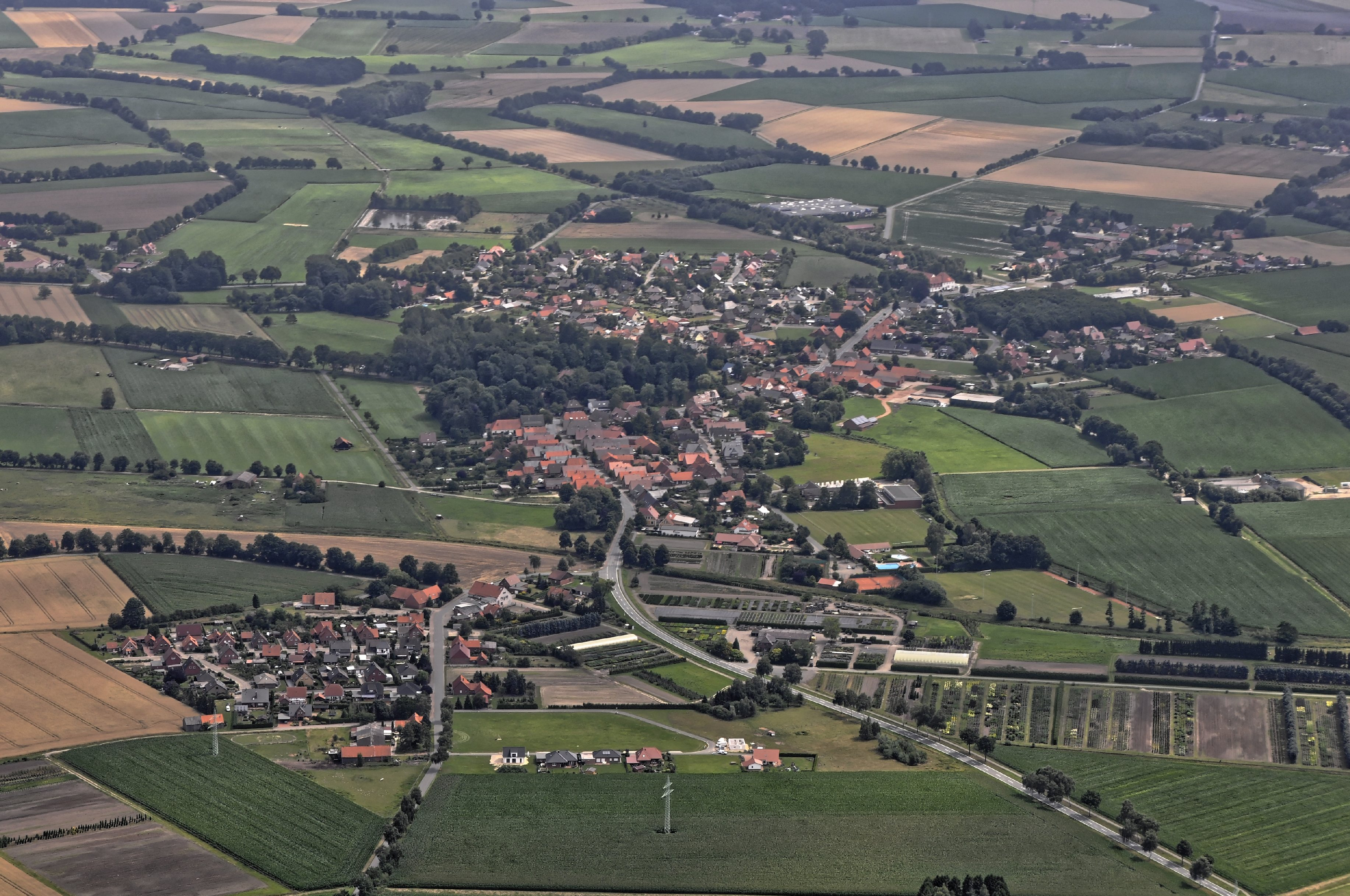
Siedenburg von oben

Siedenburg ist, zusammen mit dem Ortsteil Päpsen, ein Flecken im niedersächsischen Landkreis Diepholz.

## Geografie
Siedenburg liegt zwischen dem Naturpark Wildeshauser Geest und dem Naturpark Steinhuder Meer ungefähr in der Mitte zwischen Nienburg/Weser und Sulingen. Die Gemeinde ist Verwaltungssitz der Samtgemeinde Siedenburg, mit den Orten Borstel, Maasen, Mellinghausen, Siedenburg und Staffhorst.
Durch Siedenburg fließt die Siede. Sie ist für den Ort namensgebend.

## Geschichte
Erstmals wurde das Schloss Siedenburg 1294 in der Chronik des Landdrosten Marquard von Hodenburg erwähnt, der die verlorenen Bückener Annalen benutzte. Damals wurde die Feste erobert und auch wieder zurückgewonnen. Gleichzeitig dürfte sich vor der Wasserburg der Flecken Siedenburg entwickelt haben, der aber weiter zum Kirchspiel Mellinghausen gehörte. Ab 1372 erscheinen die Grafen von Hoya als Herrscher, die Schloss und Vogtei Siedenburg oft verpfändeten. 1582 wechselten Schloss, Amt und Flecken Siedenburg mitsamt der Grafschaft Hoya zum Herzogtum Braunschweig-Lüneburg.
Die sehenswerte Kapelle wurde 1646 erbaut.
Bis 1932 gehörte das Gebiet von Siedenburg zum Kreis Sulingen, danach zum Landkreis Grafschaft Diepholz. Seit dem 1. August 1977 gehört der Ort zum Landkreis Diepholz.
Am 1. März 1974 wurde die Nachbargemeinde Päpsen eingegliedert.

## Politik

### Gemeinderat
Der Gemeinderat aus Siedenburg setzt sich aus elf Mitgliedern der Wählergemeinschaft Siedenburg zusammen.
(Stand: Kommunalwahl am 12. September 2021)

### Bürgermeister
Der ehrenamtliche Bürgermeister Detlef Metzlaff wurde am 7. November 2016 gewählt. Am 13. November 2021 erfolgte seine Wiederwahl.  Gemeindedirektor ist Samtgemeindebürgermeister Rainer Ahrens.
bisherige Amtsinhaber
- bis 2016: Arnold Runge (WS)

### Wappen
Blasonierung: „In goldenem Schild ein langgestieltes dreiblättriges grünes Kleeblatt, ruhend zwischen zwei aufrechten abgewendeten, durch Brustfell verbundenen, rotbewehrten schwarzen Bärentatzen.“
Das Wappen des Fleckens geht zurück auf die benachbarten Herren von Staffhorst. Repräsentanten dieser hoyaschen Niederadelsfamilie saßen im 15. Jahrhundert als Pfandherren und Drosten auf Schloss Siedenburg. Möglicherweise verdankt der Flecken einem Drosten von Staffhorst eine (nicht erhaltene) Privilegierung, da die Heraldik aller anderen hoyaschen Städte und Flecken sich dadurch auszeichnet, dass sie die Bärentatze (einzeln oder doppelt) – das Wappen der Grafen von Hoya – im Wappen hat.

## Bauwerke
In der Liste der Baudenkmale in Siedenburg sind drei Baudenkmale aufgeführt.

## Wirtschaft und Infrastruktur

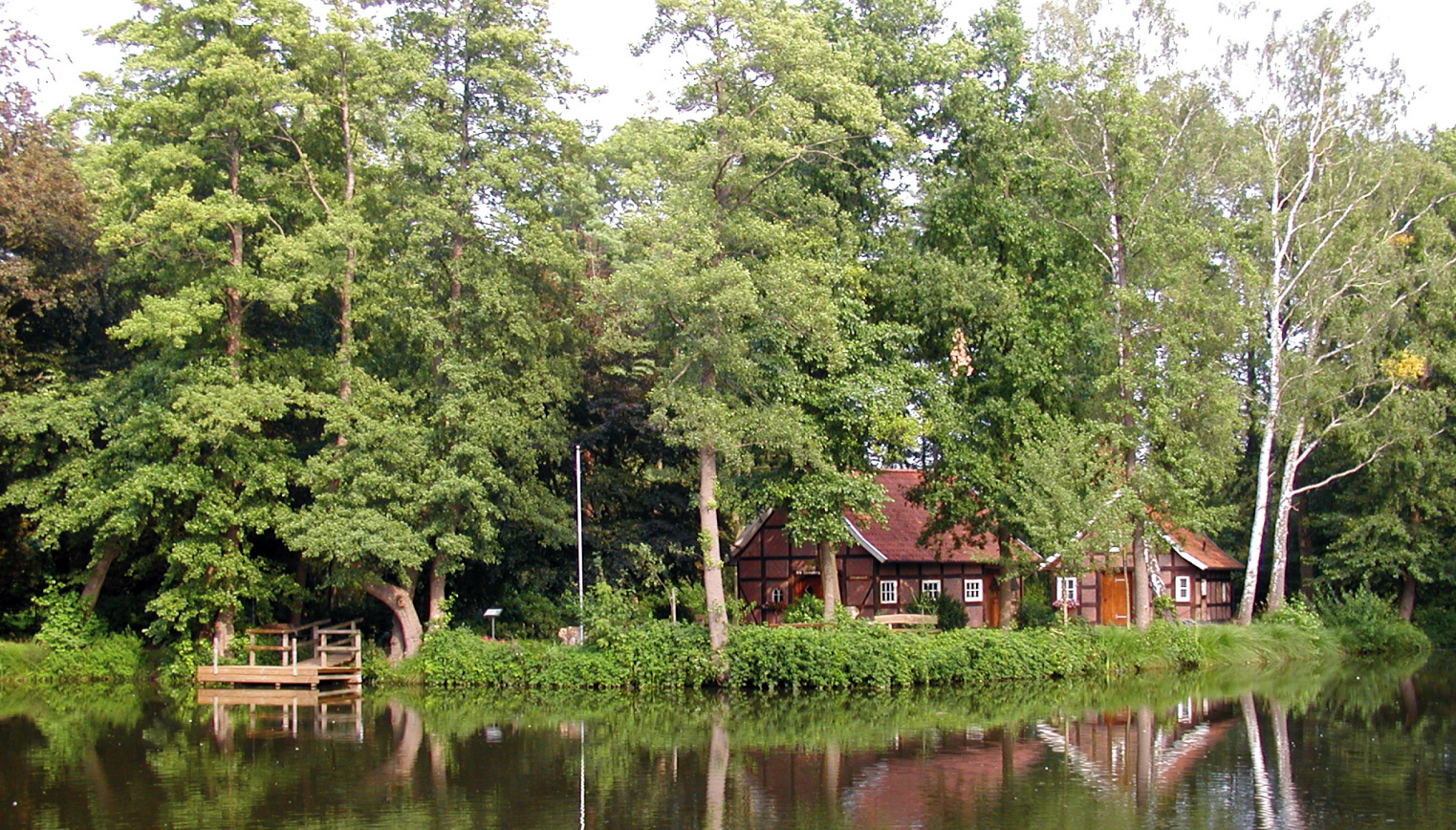
Mühlenteich im Ortskern Siedenburgs

Die Gemeinde liegt in unmittelbarer Nähe der Bundesstraße 214 zwischen Sulingen und Nienburg/Weser.

## Persönlichkeiten
- Friedrich Husmann (1877–1950), Lehrer und Heimatdichter in Bremerhaven